# Käfernburg (Burg)

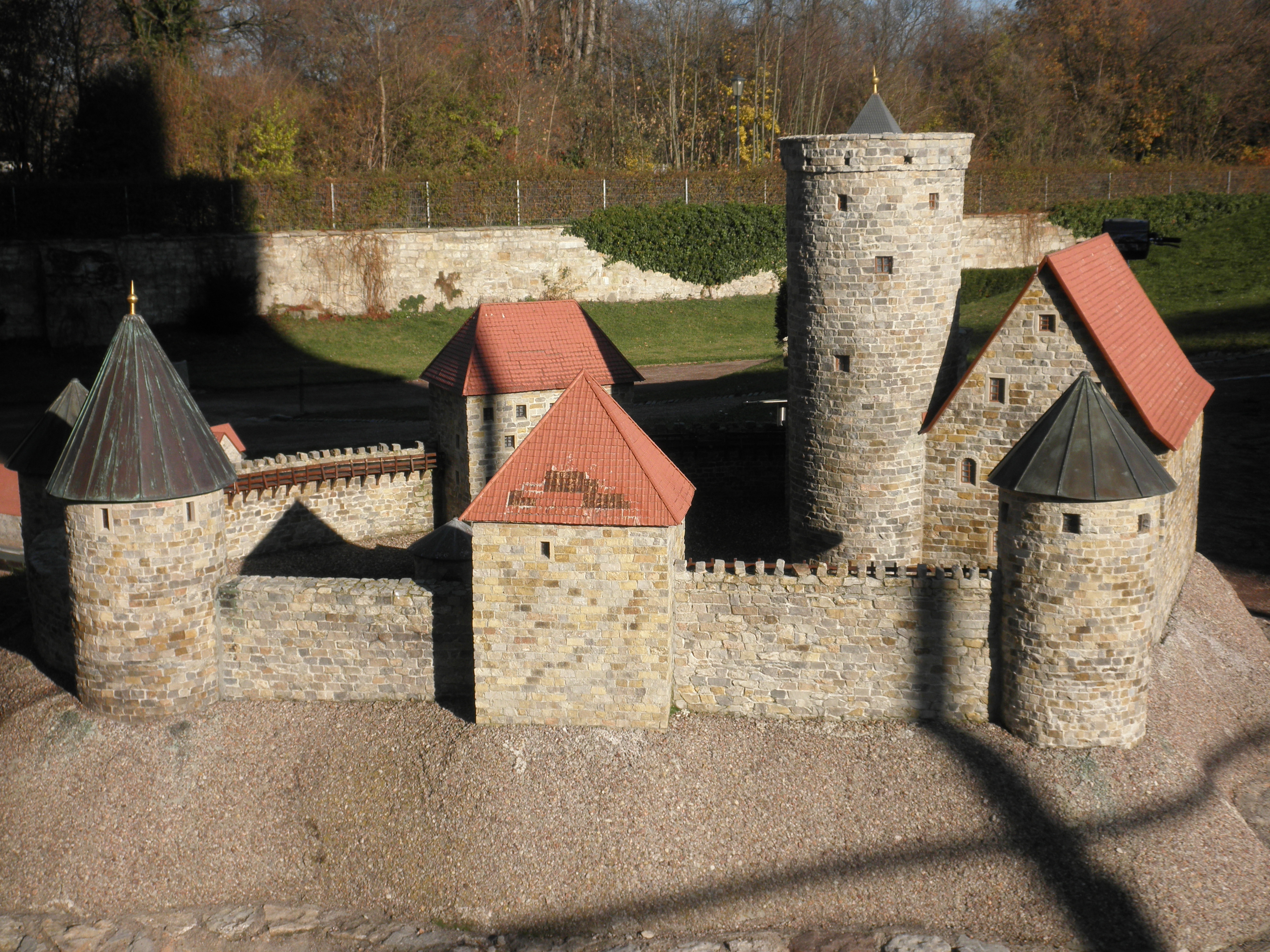
Käfernburg: Modell des Neideckvereins Arnstadt

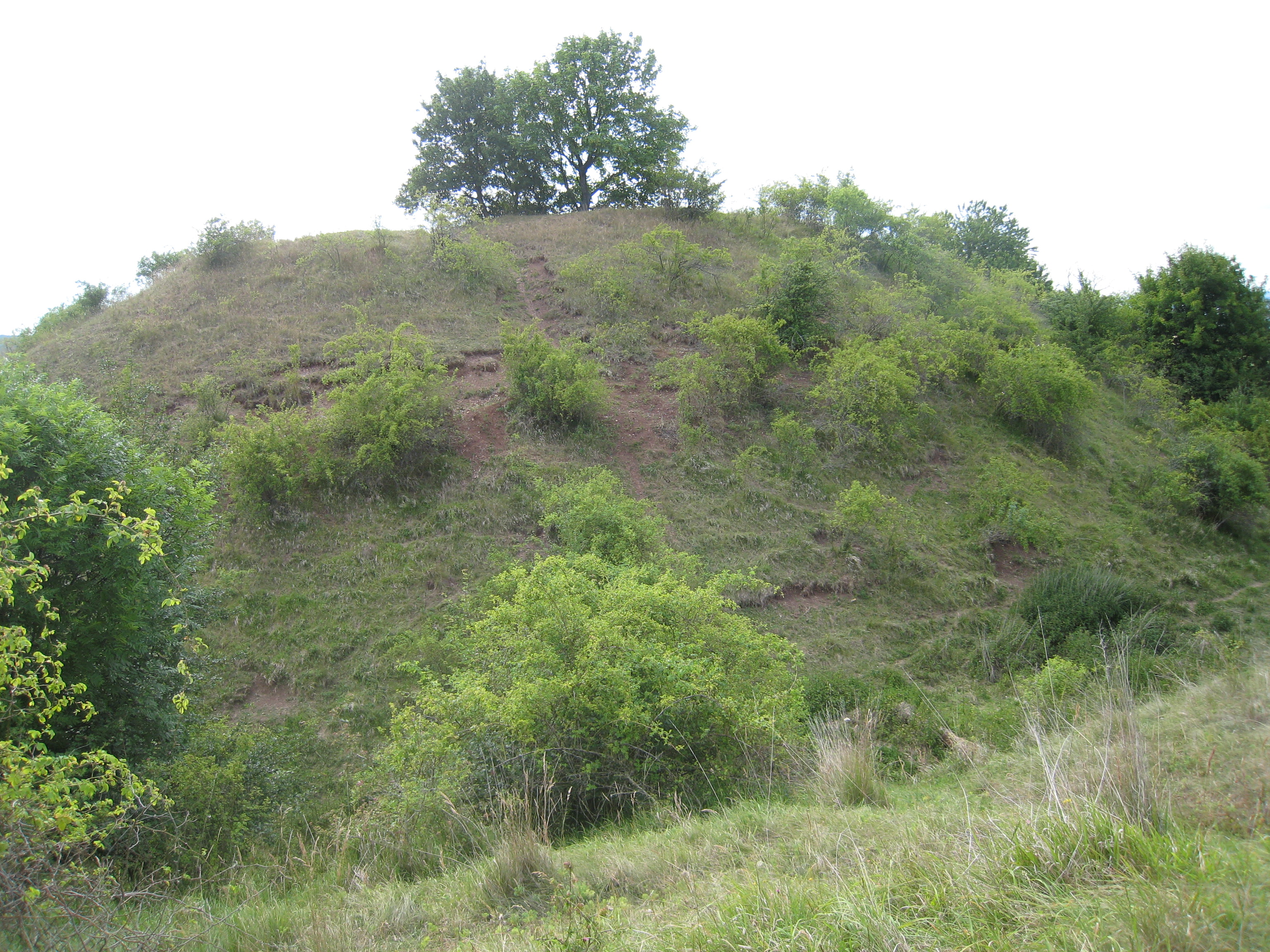
Burgberg der Käfernburg

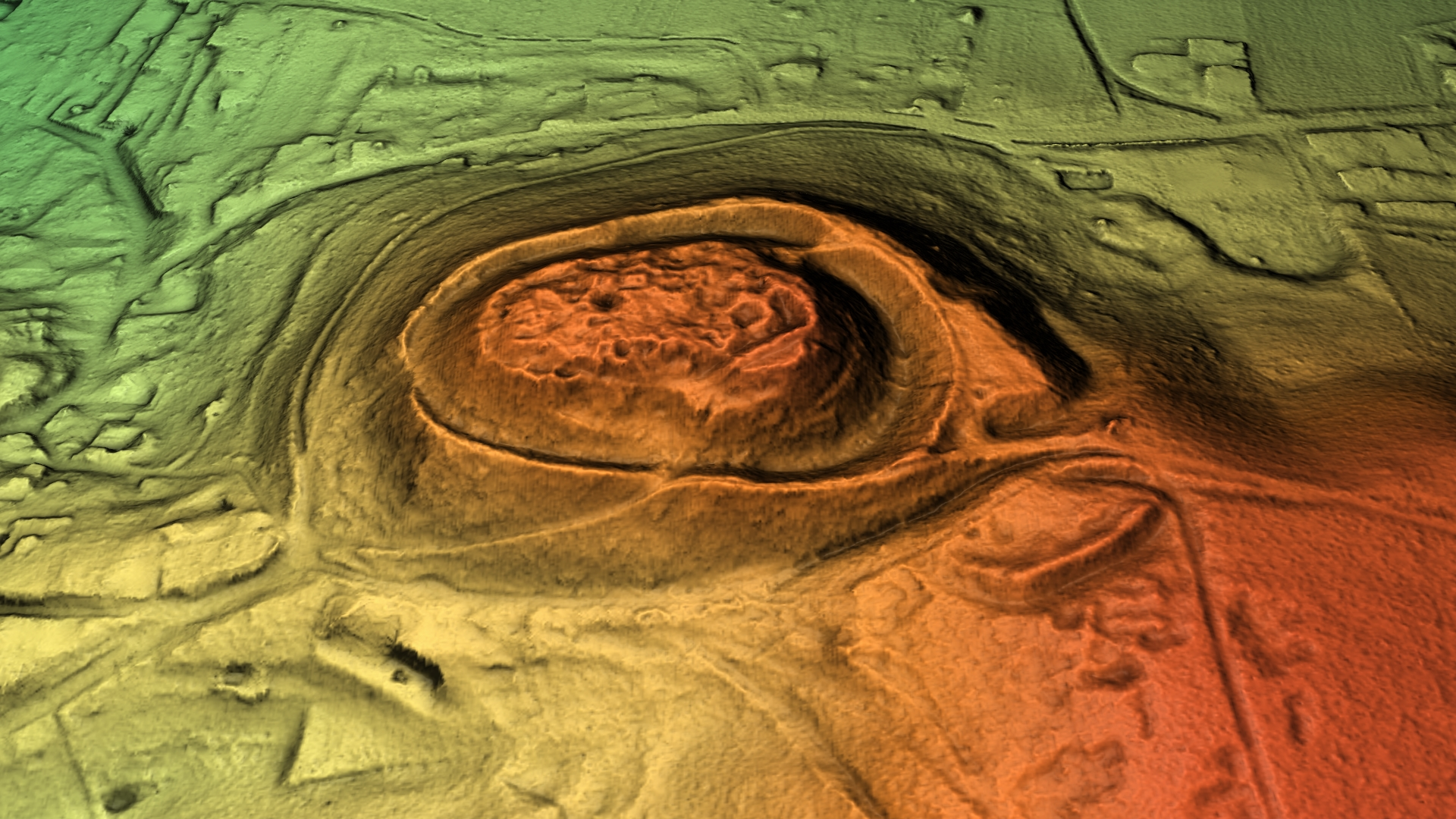
3D-Ansicht des digitalen Geländemodells

Die Käfernburg, die früher Kevernburg hieß, war eine Höhenburg bei 383,2 m ü. NN auf dem Schlossberg über dem Ortsteil Angelhausen-Oberndorf der Stadt Arnstadt im Ilm-Kreis in Thüringen.

## Geschichte
Die Kevernburg entstand vermutlich um die Jahrtausendwende und diente in ihrer Anfangszeit dem Schutz der alten Handels- und Heeresstraße, die durch den Ohragrund über den Oberhofer Pass führte. Die erste urkundliche Erwähnung der Burg findet sich am 8. November 1141 mit Sizzo III. von Kevernburg als Zeuge. Durch Verpfändungen, Belehnungen und Erbteilungen wechselte die Burg mehrfach ihren Besitzer. Die Burg war in ihrer Blütezeit Stammsitz der Grafen von Kevernburg und Regierungssitz der Grafschaft Kevernburg. Das Geschlecht starb 1365 aus. Als Ministerialen dienten die Schenken von Kefernburg, eine Abspaltung der Schenken von Vargula, auf der Burg.
Die Herrschaft wurde am 29. Mai 1387 an Landgraf Balthasar von Thüringen verkauft. Dieser verpfändete Schloss und Herrschaft Kevernburg am 15. Juli 1394 an seinen jüngeren Bruder Wilhelm. Nach 1446 kamen die Gebiete an nahe Verwandte der Kevernburger, die Grafen von Schwarzburg.
Nach der Reformation diente sie nur noch zur Unterbringung verschiedener Behörden. Während des Dreißigjährigen Krieges begann der Zerfall der Burg. Steine, Ziegel und Holzbauten der alten Feste wurden von den Bewohnern der umliegenden Orte zum Bau von Häusern und Straßen genutzt. Teile der Baustoffe wurden auch im Arnstädter Schloss Neideck genutzt.
Heute existiert lediglich noch eine Wallanlage von der ehemaligen Burg. Eine bildliche Darstellung der Burg aus alter Zeit ist nicht mehr vorhanden.

## Besitzer und Herren auf der Burg
In chronologischer Reihenfolge:
- Kloster Hersfeld mit den Kevernburgern Vögten
- Grafen von Kevernburg
- Heinrich von Hohnstein und Otto von Orlamünde
- Landgrafen von Thüringen
- Grafen von Schwarzburg
- Grafen von Gleichen
- Kurfürst Johann Friedrich I.